# John Conway
John Horton Conway (Liverpool, 26 dicembre 1937 – Princeton, 11 aprile 2020) è stato un matematico britannico, noto per i suoi risultati in settori di ricerca quali teoria dei gruppi, teoria dei giochi, teoria dei nodi, teoria dei numeri, impacchettamento di sfere. Autore di brillanti libri di divulgazione matematica, fornì contributi a molti rami della matematica ricreativa e creò il noto "Gioco della vita" .
Fu anche autore dell'algoritmo Doomsday, un metodo di calcolo del giorno della settimana di una determinata data, passata o futura.

## Biografia
Nato e cresciuto a Liverpool, Conway trascorse metà della sua carriera accademica all'Università di Cambridge prima di trasferirsi negli Stati Uniti, nel New Jersey, dove occupò il posto di John von Neumann all'Università di Princeton fino al pensionamento.
Nel 2000 ricevette il Premio Leroy P. Steele per l'insegnamento della matematica.
Fu l'inventore del linguaggio di programmazione FRACTRAN.
È morto l'11 aprile 2020 all'età di 82 anni, vittima della pandemia di COVID-19.

## Libri
- Regular machines and regular languages, 1970
- On numbers and games, 1976
- con Elwyn R. Berlekamp e Richard K. Guy, Winning ways for your mathematical plays 2 volumi (1982)
- con Neil J. A. Sloane, Sphere packings, lattices and groups (1988)
- con Richard K. Guy, The book of numbers (1982)
- con Richard K. Guy,  Il libro dei numeri (Titolo originale: The book of numbers, Milano, Hoepli (casa editrice), 1999, SBN VIA0072684.
- con Derek Alan Smith, On Quaternions and Octonions (2003)